# Ділан Строум
Ділан Строум (англ. Dylan Strome; 7 березня 1997, м. Міссісога, Канада) — канадський хокеїст, центральний нападник. Виступає за «Вашингтон Кепіталс» у НХЛ. 
Вихованець хокейної школи «Торонто Марльборос МХА». Виступав за «Ері Оттерс» (ОХЛ). 
Брат: Раян Строум.
Нагороди
- Трофей Едді Паверса (2015) — найкращий бомбардир ОХЛ (126 очок)
- Трофей Вільяма Генлі (2015)
- Володар трофею Еда Чіновета (2017)